# Chiesa di San Jacopo (Fabbriche di Vallico)
La chiesa di San Jacopo è un edificio sacro che si trova in località Vallico di Sotto a Fabbriche di Vergemoli, in provincia di Lucca.

## Storia e descrizione
L'attuale chiesa deriva dall'antico eremo realizzato a Vallico di Sotto dai frati agostiniani al principio del XIII secolo. L'eremo fu abbandonato a metà del Cinquecento perché non c'erano più eremiti. 
All'interno sono da notare un tabernacolo eucaristico quattrocentesco di forme ancora parzialmente tardo gotiche attribuibile alla bottega dei Riccomanni, una serie di altari in scagliola e l'incorniciatura della nicchia del fonte battesimale, opere realizzate da Carlo Gibertoni a partire dal 1686, un trittico quattrocentesco di Bernardino del Castelletto con la Madonna col Bambino e santi e una pala di Simone Carretta (1564).